# Commandos Marine
Los Commandos Marine son las fuerzas de operaciones especiales de la Armada francesa. Son apodados Bérets Verts (Boinas Verdes). Operan bajo el Comando de Fusileros Navales y Fuerzas de Operaciones Especiales (FORFUSCO) y forman parte del Comando de Operaciones Especiales francés. Está compuesto por siete unidades operacionales de aproximadamente 90 hombres (los comandos Jaubert, Montfort, Penfentenyo, Trépel, Hubert, Kieffer, y el comando Ponchardier de 160 hombres).
Entre sus misiones figuran operaciones especiales (liberación de rehenes, evacuación de nacionales, inteligencia en profundidad de líneas enemigas, captura de objetivos de alto valor estratégico), misiones navales (ataque en el mar, apoyo remoto y destrucción, reconocimiento, acción de submarinos), así como algunas misiones de apoyo a las fuerzas aéreas y marítimas (operaciones anfibias, orientación y apoyo a la artillería, refuerzo de los equipos de inspección, control del embargos) y acciones estatales en el mar (operaciones policiales en el mar: pesca, inmigración ilegal y tráfico ilícito).

## Historia
Los Commandos Marine se crearon en 1942 durante la Segunda Guerra Mundial en el Reino Unido y se inspiraron en los Comandos británicos. Se formaron a partir de voluntarios de la Francia Libre de diferentes servicios, principalmente de Fusileros Marinos de la Armada (Infantería de Marina), otras especialidades navales e incluso del ejército. Fueron entrenados en el Centro de Entrenamiento de Comando en Achnacarry, Escocia y se unieron al Comando N.º 10 (Inter-Aliados) como la 1.ª y la 8.ª Tropa. Para conmemorar esto, la boina de los comandos navales franceses se usa tirada hacia la derecha con la insignia sobre el ojo izquierdo o la sien, al contrario de todas las demás unidades militares francesas.

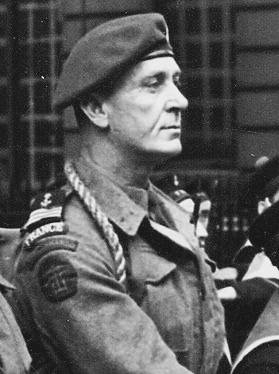
Comandante de lugarteniente Philippe Kieffer.

El 1.er BFMC (Bataillon de Fusiliers Marins Commandos, Commando Naval Riflemen Battalion) participó en el Desembarco de Normandía bajo el mando del Teniente Comandante Philippe Kieffer, en Sword, y para la ocasión estuvo integrado en el Comando N.º 4. Además participaron en la campaña de los Países Bajos, todavía asociados con el Comando N.º 4. Cuando las Unidades de Comando británicas se disolvieron al final de la Segunda Guerra Mundial, las dos tropas francesas (que formaban el 1.er BFMC) fueron repatriadas a Francia para relevar en posición al 1.er RFM (1.er Regimiento de Infantería Naval) que partía hacia Indochina. La mayoría de ellos se desmovilizaron o regresaron a sus servicios (ejército u otras especialidades navales), pero el comandante Philippe Kieffer presentó el caso al Ministerio de la Marina francés de que un Cuerpo de Comando era una capacidad necesaria para contrarrestar la guerra de guerrillas en Indochina. Los miembros supervivientes de la 1.ª BFMC formaron la dirección central y los cuadros de la Escuela de Formación de Comando que se crearía en Argelia en 1946 (Centro Siroco, Cabo Matifou).
Otra rama proviene de una Unidad de Reconocimiento Naval creada en diciembre de 1944, la Compañía NYO, formada por voluntarios de diferentes partes de la Armada, principalmente Fusileros Navales (Fusiliers Marins) y Artillería Naval. Esta unidad, más tarde rebautizada como Compañía Merlet (el nombre de su fundador y oficial al mando, el teniente (Marina) Jean Merlet), luchó en Italia antes de embarcarse hacia Indochina en septiembre de 1945. Pasó a llamarse Compañía Jaubert, luego, se convirtió en Comando Jaubert, la primera unidad en constituirse como Comando cuando la Armada Francesa decidió crear un Cuerpo de Comando en 1946.
El comandante Pierre Ponchardier y su Batallón de Servicio Aéreo Especial también conocido como SAS-B, creado a principios de 1945, lucharon en Indochina hasta 1946 antes de que se disolviera el batallón. Ponchardier fue un visionario de las fuerzas especiales modernas. Aunque no estaba subordinado a una cadena de mando de fusileros navales, dirigió operaciones a gran escala en conjunto y con el apoyo de Compagnie Merlet / Jaubert y la 1.ª RFM. Su audacia, la innovación de los TTP y el curso de las acciones que aplicó en la guerra de guerrillas y COIN marcaron el espíritu y se difundieron a toda la organización Commandos Marine.
Por decisión del 19 de mayo de 1947, el Ministerio de Marina creó cinco unidades "Commando Marine", organizadas y diseñadas como los antiguos Comandos Británicos. La Armada francesa transformó varias compañías Fusiliers Marins (Fusileros navales) que ya estaban combatiendo en Indochina (incluida la Compañía Jaubert) o con base en destructores de la Armada francesa (para convertirse en Commando Trepel y Commando de Penfentenyo) y gradualmente renovó su personal con reclutas calificados como comando. Commando François y Commando Hubert se formaron desde cero. Aunque el Comando Jaubert ya estaba entrenado para operaciones aéreas y de paracaídas, el Comando Hubert se convirtió en la unidad oficial de comando de paracaidistas de la Armada francesa. 
Cada Commando Marine lleva el nombre de un oficial muerto en acción durante la Segunda Guerra Mundial o durante la campaña de Indochina:
El capitán Charles Trepel era un oficial del ejército (artillería) de las Fuerzas Francesas Libres; oficial al mando de la 8.ª Tropa (francesa), Comando n.º 10. Murió el 28 de febrero de 1944 durante una incursión nocturna de reconocimiento en Wassenaar, Países Bajos.
El teniente Augustin Hubert era un oficial del ejército (infantería) de las Fuerzas Francesas Libres; líder de pelotón en la Tropa K-Gun (francesa) que opera en apoyo de las Tropas 1 y 8 (francesas) integrada para el Día D en el Comando n.º 4. Murió el 6 de junio de 1944, en la primera hora de combate, cuando las tropas francesas maniobraban para apoderarse del Casino de Ouistreham cerca de la playa Sword.
El comandante François Jaubert era un oficial fusilero naval, al mando de la Flotilla Fluvial en Indochina, gravemente herido durante una operación. Murió a causa de sus heridas el 25 de enero de 1946.
El teniente Alain de Penfentenyo era un oficial de la Armada, comandante de un pelotón de la LCVP, muerto en acción durante una incursión fluvial en el río Donai, el 14 de febrero de 1946 (Indochina).
El teniente (grado júnior) Louis de Montfort era un comandante de pelotón de la Compañía Merlet. Después de que su comandante fuera herido y evacuado, De Montfort tomó el mando y murió al frente de la compañía en Haiphong, el 26 de noviembre de 1946 (Indochina).
El teniente Jacques François era un oficial de la Armada, al mando de la 1.ª Flotilla Anfibia Norte. Fue asesinado al frente de su unidad, el 6 de enero de 1947 en el río Nam-Dinh-Giang (Indochina).
El Commando François sufrió pérdidas dramáticas el 29 de mayo de 1951 cuando se enfrentó al ataque de la 308.ª división del Vietminh en Ninh Bình (Indochina). Sólo 29 sobrevivieron, cinco fueron hechos prisioneros durante meses, 40 fueron asesinados y nueve fueron declarados desaparecidos en acción. Su sacrificio interrumpió el efecto sorpresa y reveló los planes del general Giap para la batalla de Day. Ofreció tiempo al general francés De Lattre para organizar su contraataque. Esta unidad de comando se disolvió en mayo de 1953.
El Commando Hubert se convirtió oficialmente en una unidad de buzos de combate el 30 de marzo de 1953. Era una unidad conjunta compuesta por nadadores de combate de la Armada y el Ejército (SDEC, servicio secreto). La rama del ejército se separó más tarde para establecer su base en Aspretto, Córcega (Francia) y actualmente en Quélern, Bretaña (Francia).
El Commando Kieffer se creó el 6 de junio de 2008 en Ouistreham durante la ceremonia de conmemoración del Día D.

## Reclutamiento y formación

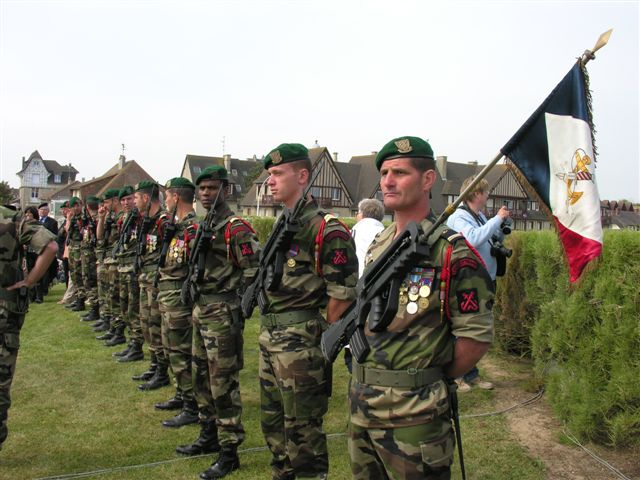
Tribute al Commando Kieffer, 6 de junio de 2009

La mayoría de los reclutas deben haber completado el entrenamiento básico de Fusiliers-Marins y haber servido al menos nueve meses de servicio. Deben ingresar a un curso de entrenamiento básico de fuerzas especiales, llamado Stage Commando (entrenamiento de comando) y tiene fama de ser uno de los más duros entre las Fuerzas de Operaciones Especiales de la OTAN. En 2016, el Stage Commando tuvo una tasa de deserción del 82%. El entrenamiento básico de operaciones especiales está abierto a marineros o alistados de otras especialidades de la Marina. Commando Kieffer recluta especialistas y expertos de otras especialidades en la Armada u otros servicios. Deben pasar por el mismo proceso de capacitación para obtener la boina verde y ser desplegados en el extranjero.
El entrenamiento de comando es la puerta de entrada a las Fuerzas de Operaciones Especiales para los Fusileros Navales. Realizado en la escuela Fusilier Marins en Lorient en la costa atlántica, proporciona una vez completado con éxito la entrada a los comandos y el derecho a usar la boina verde. Con una duración de 20 semanas, incluye una semana de pruebas de comando, seis semanas de selección y entrenamiento preparatorio, cuatro semanas de evaluación, el curso de operaciones especiales real durante siete semanas y dos semanas de entrenamiento en paracaídas. Durante este período, cualquier error puede descalificar instantáneamente al candidato. El objetivo final de este entrenamiento es detectar individuos con el potencial físico, intelectual y psicológico necesario para servir en Commandos Marine. Las raíces históricas del entrenamiento de comandos se remontan a la Segunda Guerra Mundial, cuando los voluntarios Fusilier-Marins de la Armada Francesa Libre fueron al centro de entrenamiento de comandos en Achnacarry, Escocia. Han mantenido el principio de un entrenamiento excepcional sin concesiones, basado en la inmersión en un entorno altamente exigente, cercano a las condiciones de las operaciones de combate.
Los futuros comandos en entrenamiento están constantemente bajo estrés y presión por parte de los instructores, sin dejarles un segundo de respiro. Todas las actividades están cronometradas y puntuadas: marcha de decenas de kilómetros con equipo y armas en todos los tiempos, pistas de obstáculos y ejercicios de navegación nocturna. El entrenamiento está marcado por entrenamiento con armas de fuego y tácticas de asalto, escalada y rápel, manejo de botes, instrucción de explosivos y combate cuerpo a cuerpo . Los instructores son operativos experimentados asignados a la Escuela de Comando que monitorean y castigan el fracaso con una actividad física especialmente dura.
Algunas de las armas de fuego utilizadas son: Heckler & Koch USP, Glock 17, PAMAS G1 (copia con licencia francesa de la Beretta 92), Heckler & Koch MP5, HK416 y el rifle FAMAS (solo para entrenamiento).

## Composición
Su personal se distribuye entre siete Unidades de Comando (escuadrón + tamaño), que llevan el nombre de ex oficiales de comando muertos en combate:
| Equipo              | Despliegue | Número de pelotones | HQ               | Notas |
| ------------------- | ---------- | ------------------- | ---------------- | --- |
| Comando Jaubert     | Global     | 5                   | Lorient, Francia | Acción directa, asalto en el mar y en tierra, extracción en caliente, batalla cuerpo a cuerpo en el mar y en tierra. Igualdad de capacidades en las funciones de lucha contra el terrorismo (CT) terrestres y marítimas.                              |
| Comando de Montfort | Global     | 5                   | Lorient, Francia | Reconocimiento, operaciones de inteligencia, neutralización de largo alcance (SKIT), JTAC . Comprende un pelotón de primer nivel llamado ESNO. |
| Comando Penfentenyo | Global     | 5                   | Lorient, Francia | Reconocimiento, operaciones de inteligencia, neutralización de largo alcance (SKIT), JTAC. Comprende un pelotón de primer nivel llamado ESNO. |
| Comando Trépel      | Global     | 5                   | Lorient, Francia | Acción directa, asalto en el mar y en tierra, extracción en caliente, batalla cuerpo a cuerpo en el mar y en tierra. Igualdad de capacidades en las funciones de CT terrestres y marítimas.                                                           |
| Comando Hubert      | Global     | Clasificado         | Toulon, Francia  | (también llamado Commando d'Action Sous-Marine Hubert, CASM, "Underwater Operations Commando"): Acción submarina (buzos de combate). Fuerza de operaciones especiales en apoyo de las funciones de lucha contra el terrorismo terrestres y marítimas. |
| Comando Kieffer     | Global     | Clasificado         | Lorient, Francia | C3I, Perros de combate K9, CP CBRN, UAVs, inteligencia, TTPs y Desarrollo de Procedimientos . |
| Comando Ponchardier | Global     | Clasificado         | Lorient, Francia | Soporte para todos los Commandos Marine. |

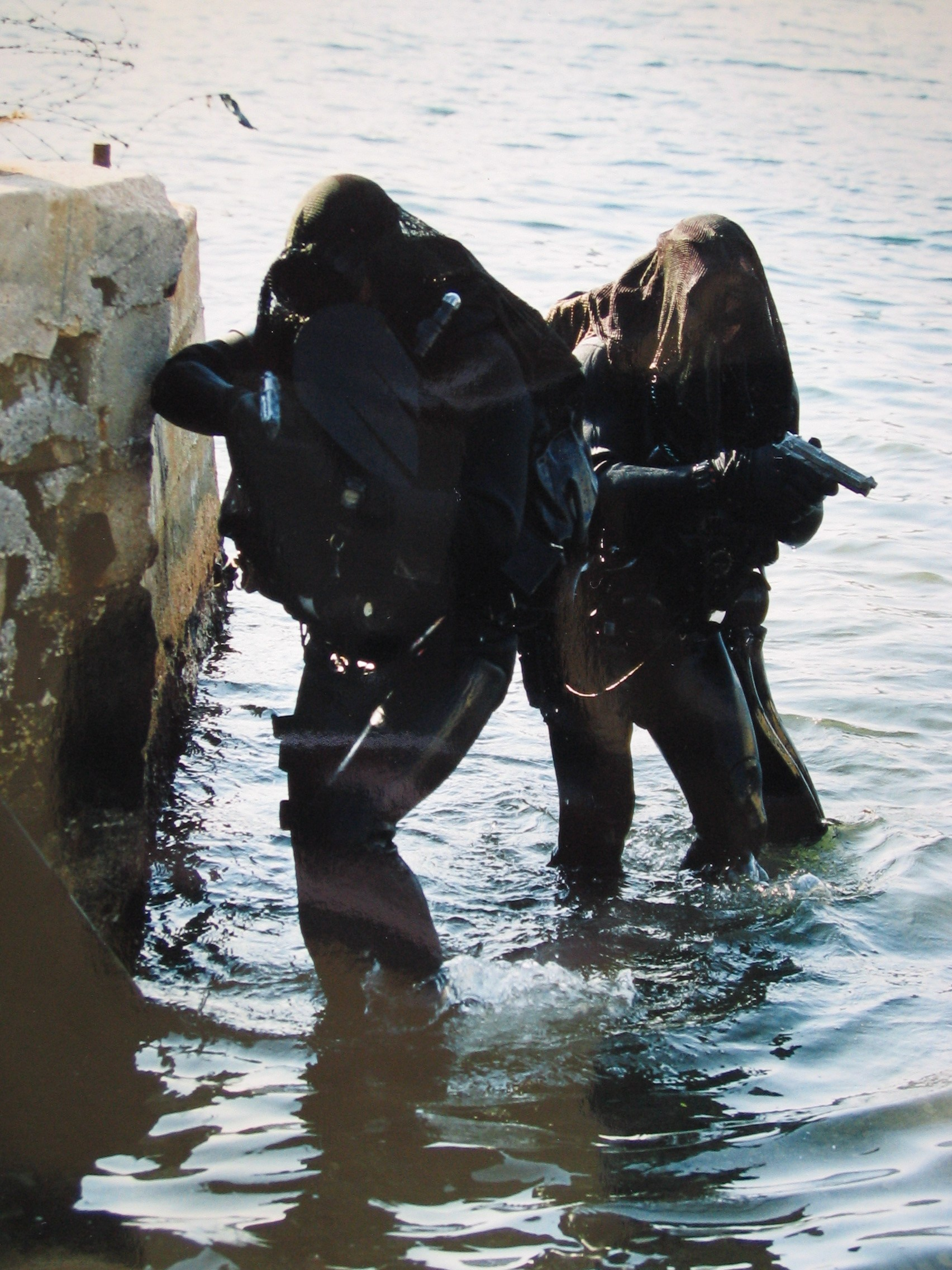
Ejercicio del personal del comando Hubert sobre una playa.
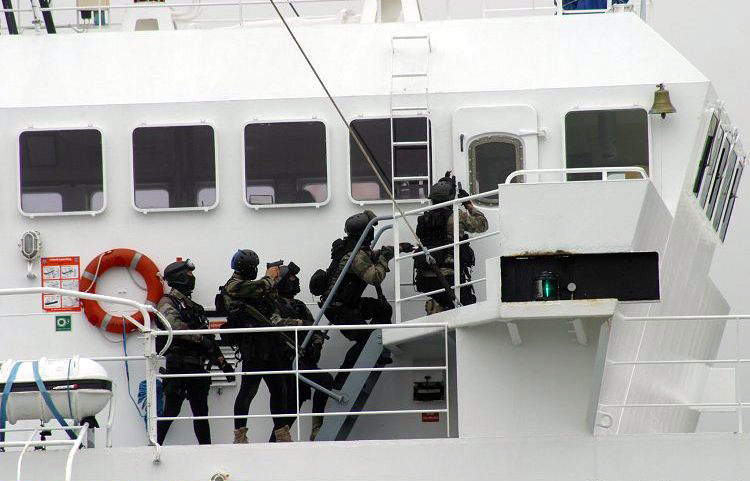
El personal del comando Jaubert asalta el Alcyon en un simulacro de asalto.
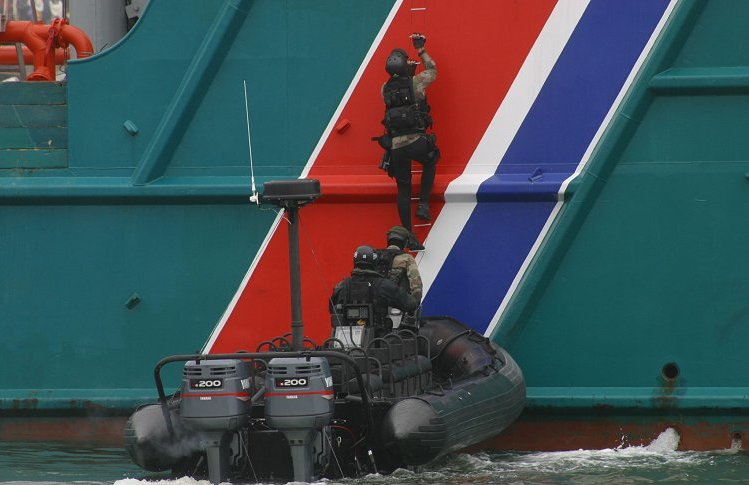
Miembros del Comando Jaubert cubriéndose.
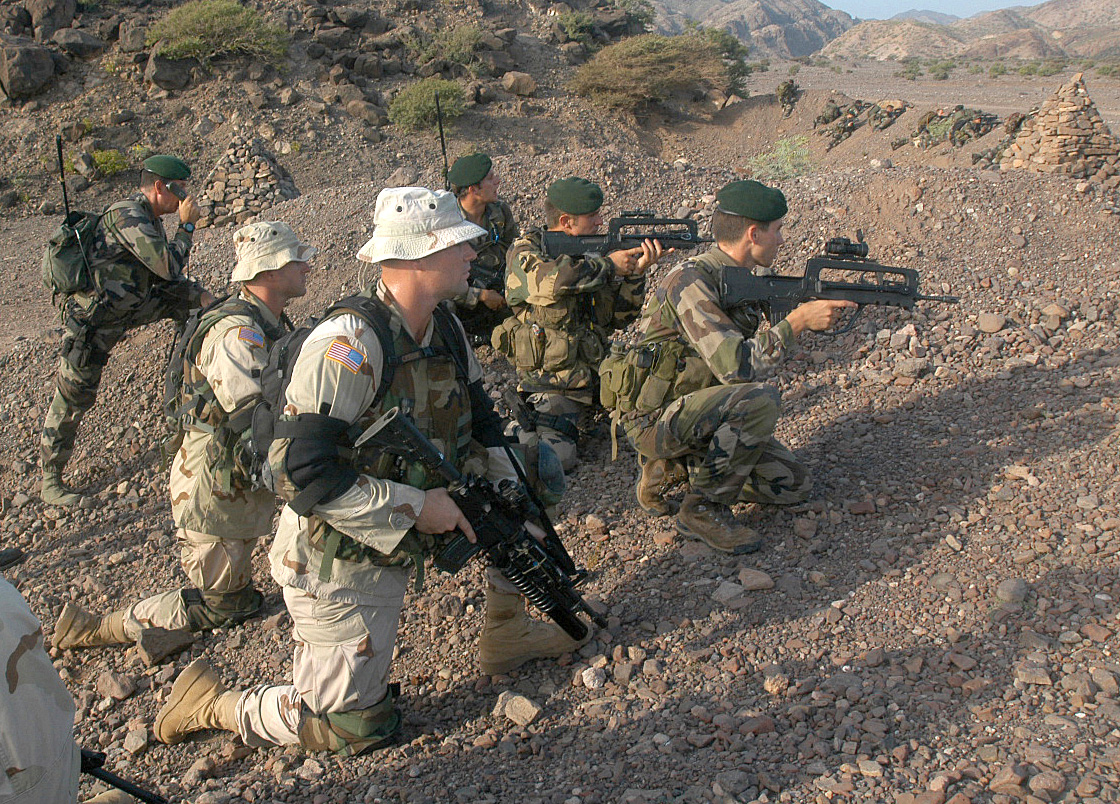
Fuerzas Especiales del Ejército de los EE. UU. y comandos franceses realizan una patrulla de reconocimiento durante un ejercicio combinado conjunto en Djibouti.
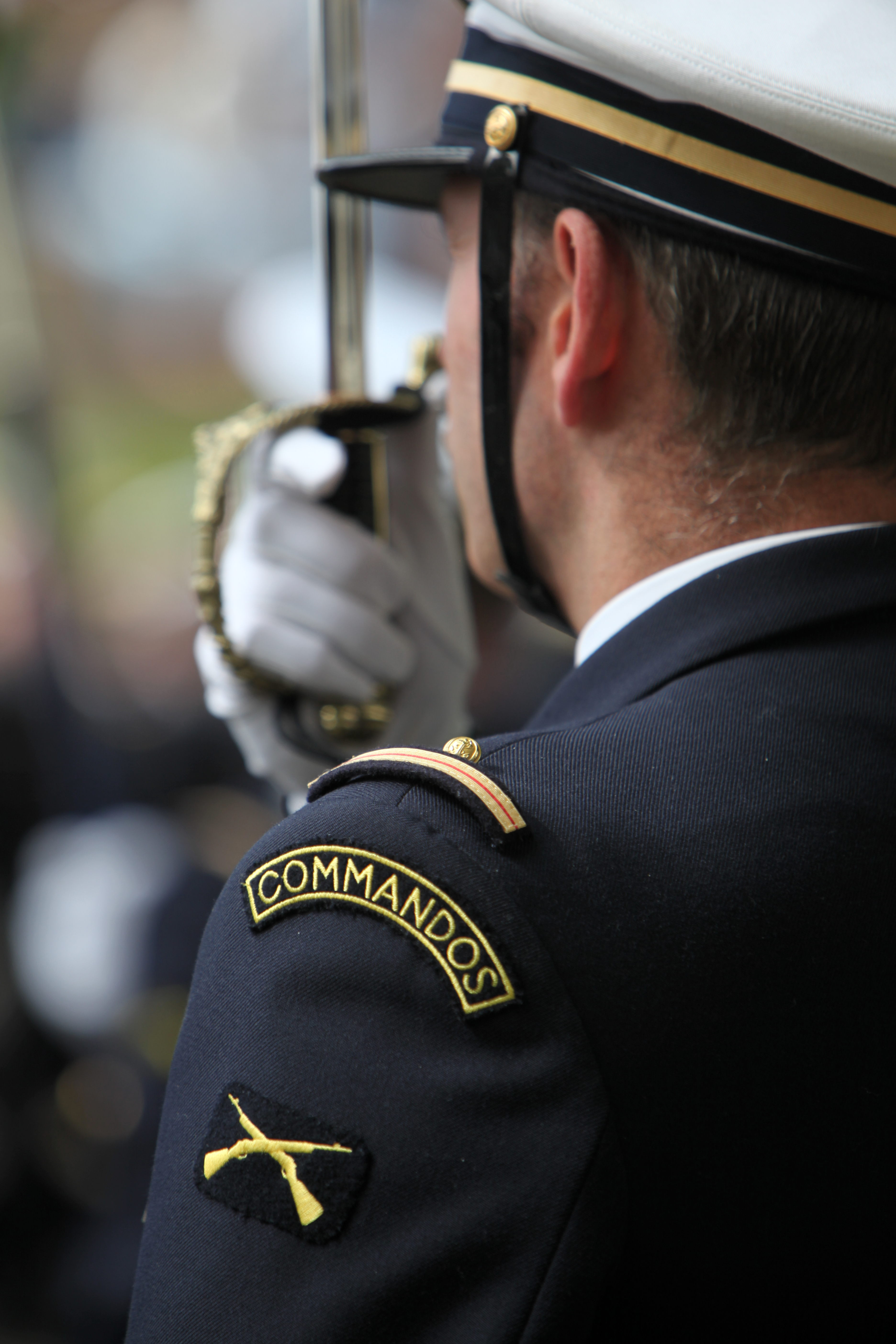
Un miembro de Commandos Marine durante una ceremonia.
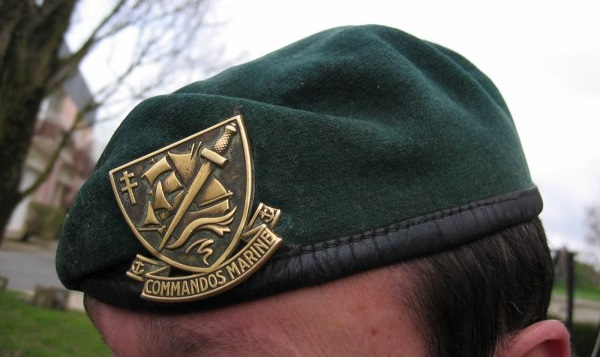
Boina y placa de Commandos Marine.

### Comando Hubert
Desde la década de 1950, la unidad de natación de combate de la Armada francesa se formó como Commando Hubert, también conocido como Commando de hombres rana francés, es la única unidad de Commandos Marine que tiene nadadores de combate. La punta de lanza de la organización general de Commandos Marine, sus capacidades militares son más amplias que las operaciones de natación de combate. Se sabe públicamente que son una Unidad de Misión Especial que apoya la lucha contra el terrorismo junto con GIGN (ver el asalto a la cueva de Ouvea, asalto al barco MS Pascal Paoli ). Jacques-Yves Cousteau fue un oficial naval en la Segunda Guerra Mundial y ayudó a establecer el comando hombres rana de Francia. Francia desarrolló aún más el papel de los hombres rana comando en la guerra de Indochina .

#### Lista parcial de operaciones
- 1982-1984: guerra civil libanesa
- 1987: Acciones en el Golfo Pérsico .
- 5 de mayo de 1988: rescate de rehenes en Nueva Caledonia: toma de rehenes en la cueva de Ouvéa .
- 1991: Embargo en el Golfo Pérsico.
- Diciembre 1992 - 1993: Somalia: Operación Restaurar la Esperanza
- 1994: Ruanda: evacuación de ciudadanos extranjeros atrapados en la guerra civil.
- Marzo 1997 - 2000: Guerra civil albanesa.
- 1999: Operación Fuerza Aliada en Yugoslavia .
- Julio 2001: Seguridad en la reunión del G8 en Génova, Italia .
- Octubre 2001: Afganistán y / o Filipinas: Operación Libertad Duradera .
- Septiembre 2008: comandos navales franceses liberaron a dos rehenes (Jean-Yves y Bernadette Delanne) retenidos por piratas somalíes a bordo de su yate frente a las costas de Somalia, matando a un hombre armado y capturando a seis.
- Desde enero de 2013: Múltiples operaciones antiterroristas durante la guerra de Mali, parte de la Operación Serval y la Operación Barkhane.
- Mayo de 2019: rescate de rehenes en Burkina Faso. Mueren dos soldados del comando Hubert.[1]

## En la cultura popular
Los Commandos Marine aparecen en la película Forces spéciales .